# ZiŁ-158
ZiŁ-158 – autobus produkowany przez firmę ZiŁ w latach 1957-1970 (od 1961 roku produkcja przeniesiona do fabryki LiAZa). Do napędu użyto silnika R6 o pojemności 5,6 l. Moc przenoszona była na oś tylną poprzez 5-biegową manualną skrzynię biegów. Pojazd przewozić mógł 32 pasażerów na miejscach siedzących.

## Dane techniczne

### Silnik
- R6 5,6 l (5555 cm³), 2 zawory na cylinder, benzynowy
- Układ zasilania: gaźnik
- Średnica cylindra × skok tłoka: 101,60 × 114,30 mm
- Stopień sprężania: 6,2:1
- Moc maksymalna: 110 KM przy 2800 obr./min
- Maksymalny moment obrotowy: 298 Nm

### Osiągi
- Prędkość maksymalna: 65 km/h (załadowany)
- Średnie zużycie paliwa: 37,0 l / 100 km

### Inne
- Prześwit: 290 mm przód, 360 mm tył
- Pojemność zbiornika paliwa: 150 l